# Шердор (футбольний клуб)
Футбольний клуб «Шердор» (Самарканд) або просто «Шердор» (узб. «Sherdor» Samarqand futbol klubi) - професійний узбецький футбольний клуб з міста Самарканд Самаркандської області. В даний час виступає в Першій лізі чемпіонату Узбекистану.

## Попередні назви
| 1990     | ФК «Шердор» (Самарканд)          |
| 2012     | ФК. «Шердор-Престиж» (Самарканд) |
| 2013—т.ч | ФК «Шердор» (Самарканд)          |

## Історія
Заснований в 1990 році. У 1990 році брав участь у Другій нижчій лізі чемпіонату СРСР і за підсумками сезону посів останнє 20-те місце і вилетів з турніру. У тому сезоні команду тренували Олександр Масесов та Михайло Оганесов по півсезону відповідно. Начальником клубу був Ігор Оганесов. Після вильоту з другого нижчого дивізіону і подальшого розпаду СРСР і чемпіонату СРСР, клуб було розформовано.
ФК «Шердор» було відновлено на початку 2012 року і він почав виступати у Другій лізі чемпіонату Узбекистану. У першому етапі другої ліги клуб разом з іншими 5-ма командами виступав у групі «Б» та зайняв перше місце, набравши 10 очок в чотирьох матчах. Таким чином, «Шердор» отримав право виступати у сезоні 2013 року в Першій лізі чемпіонату Узбекистану.
У своєму дебютному сезоні в першій лізі, «Шердор» виступив на середньому рівні. У першому етапі першої ліги, клуб брав участь у групі «Захід» і за підсумками першого етапу зайняв четверте місце з 12 клубів і зберіг право брати участь у другому етапі ліги. Статистика першого етапу ліги: 22 матчі, 11 перемог, 2 нічиї, 9 поразок і 35 очок. У другому етапі, за підсумками ліги посів дев'яте місце з 16. Статистика другого завершального етапу ліги: 30 матчів, 12 перемог, 3 нічиї, 15 поразок і 39 очок. Того року, «Шердор» вперше брав участь у Кубку Узбекистану і завершив його вже в першому раунді, програвши навойському «Зарафшану» з рахунком 1:0.
У другому сезоні в першій лізі, «Шердор» виступив гірше, ніж в попередньому сезоні. У першому етапі першої ліги, клуб також брав участь в групі «Захід» і за підсумками першого етапу посів сьоме місце з 12 клубів і зберіг право брати участь у другому етапі ліги. Статистика першого етапу ліги: 22 матчі, 8 перемог, 6 нічиїх, 8 поразок і 30 очок. У другому етапі, за підсумками ліги зайняв передостаннє п'ятнадцяте місце, але зберіг право брати участь в першій лізі в наступному сезоні, так як у другому етапі першої ліги команди які посіли останні місця не вилетять у другу лігу. Статистика другого завершального етапу ліги: 30 матчів, 8 перемог, 5 нічиїх, 17 поразок і 29 очок. Того року, «Шердор» вдруге брав участь в Кубку Узбекистану і завершив його в другому раунді, клуб переміг галляаральський «Галлакор» з рахунком 3:0, але програв у другому раунді «Андижану» з рахунком 3:5 в серії пенальті (основний і додатковий час матчу закінчився з рахунком 2:2). З 2012 до теперішнього часу головним тренером клубу є Сайфулла Шаріпов. У сезоні 2012 року Шаріпов був граючим тренером в команді.

## Досягнення
- Перша ліга Узбекистану
  - 9-те місце (1): 2013

- Друга ліга Узбекистану
  -  Чемпіон (1): 2012

## Історія виступів
| Сезон     | Ліга                                        | Місце в лізі | Участь в національному кубку |
| --------- | ------------------------------------------- | ------------ | ---------------------------- |
| 1990      | Друга нижча ліга Чемпіонату СРСР            | 20           | не виступав                  |
| 1991—2011 | не функціонував, оскільки був розформований |              |                              |
| 2012      | Друга ліга                                  | 1            | не брав участі               |
| 2013      | Перша ліга                                  | 9            | перший раунд                 |
| 2014      | Перша ліга                                  | 15           | другий раунд                 |

## Відомі гравці[3]
- Сурен Адамян
- Алішер Ахмедов
- Олександр Бабаян
- Еркін Вахідов
- Камо Газаров
- Сейран Гафаров
- Олег Горвиць
- Вадим Зубков
- Туйчи Рахматуллаєв
- Баходир Рахмонов
- Олег Соловйов
- Баходир Тайлаков
- Михайло Фомин
- Санджар Акрамов
- Шухрат Муродов
- Бахтияр Очилов

## Головні тренери
| Період                      | Тренер            |
| --------------------------- | ----------------- |
| январь 1990 — июнь 1990     | Олександр Масесов |
| июль 1990 — ноябрь 1990     | Михайло Оганян    |
| сентябрь 2012 — наст. время | Сайфулла Шаріпов  |